# Францискус, Джеймс
Джеймс Францискус (англ. James Franciscus; 31 января 1934, Клейтон, США — 8 июля 1991, Северный Голливуд, Лос-Анджелес, Калифорния) — американский киноактёр.

## Ранние годы
Джеймс Гровер Францискус родился в Клейтоне, Миссури. Его отец, Джон Аллен Францискус, был лётчиком, погибшим во время Второй мировой войны. У матери Лоран осталось двое сыновей: Джеймс и его брат Джон. В 1957 году Джеймс с отличием окончил Йельский университет.

## Карьера
Актёрская карьера Джеймса Францискуса на первом этапе состояла, в основном, со съёмок в телесериалах, таких как «Обнажённый город» (1958), «Следователи» (1961), «Мистер Новак» (1963; номинировался на «Золотой глобус») и «Длинная улица» (1971). Он также был постоянным ведущим в своих популярных телепередачах с участием голливудских кинозвёзд.
В середине 1980-х годов у него наступил творческий кризис: его не удовлетворяли предлагаемые ему роли. Тогда Джеймс Францискус начал писать собственные сценарии. Как сооснователь «Омнибус продакшн» он принимал участие в создании фильмов «Хейди» (1968; номинировался на «Эмми»), «Джейн Эйр», «Красный пони» (1973), «Дэвид Копперфилд» (1986) и «Похищенный» (1986).
Будучи страстным теннисистом, он основал в середине 1970-х годов ежегодный благотворительный турнир знаменитостей, весь сбор средств от которого шёл на научные исследования в области лечения рассеянного склероза (его мать страдала этим заболеванием). Францискус также был большим любителем прыжков в воду и подводного плавания с аквалангом.

## Личная жизнь
28 марта 1960 года Францискус женился Кэтлин «Китти» Уэллман, дочери кинорежиссёра Уильяма Уэллмана, от брака с которой родилось четыре дочери — Джемми, Келли, Кори и Джоли.
После его развода с Китти в 1980 году он вступил во второй брак. С новой супругой он прожил в собственном поместье площадью два акра в Северном Голливуде вплоть до самой смерти.

## Избранная фильмография
| Год       |   | Русское название             | Оригинальное название          | Роль                           |
| --------- | - | ---------------------------- | ------------------------------ | ------------------------------ |
| 1959      | с | Сумеречная зона              | The Twilight Zone              | лейтенант Мюллер               |
| 1959      | с | Дни в Долине Смерти          | Death Valley Days              | Майк Уорд                      |
| 1960      | с | Сыромятная плеть             | Rawhide                        | Энди Най                       |
| 1960—1961 | с | Сыромятная плеть             | Rawhide                        | Бен Кендалл / Уильям Тайер     |
| 1962      | с | Бен Кейси                    | Ben Casey                      | Джон Уиквор                    |
| 1967—1968 | с | ФБР                          | The F.B.I.                     | Митчелл Флинн / Чарльз Бернетт |
| 1969      | ф | Долина Гванги                | The Valley of Gwangi           | Так Керби                      |
| 1969      | ф | Потерянные                   | Marooned                       | Клейтон Стоун                  |
| 1970      | ф | Под планетой обезьян         | Beneath The Planet Of The Apes | Брент                          |
| 1971      | ф | Кошка о девяти хвостах       | Il gatto a nove code           | Карло Джордани                 |
| 1978      | ф | Хорошие парни ходят в чёрном | Good Guys Wear Black           | Конрад Морган                  |
| 1979      | ф | Спасите «Конкорд»!           | Concorde Affaire ’79           | Мозес Броуди                   |
| 1979      | ф | Город в огне                 | City on Fire                   | Джимбо                         |
| 1980      | ф | Когда время уходит           | When Time Ran Out              | Боб Спенглер                   |